# Radoinja
Radoinja (en serbe cyrillique : Радоиња) est un village de Serbie situé dans la municipalité de Nova Varoš, district de Zlatibor. Au recensement de 2011, il comptait 574 habitants.
Radoinja est située sur les bords de l'Uvac.

## Démographie

### Évolution historique de la population
| 1948 | 1953 | 1961  | 1971 | 1981 | 1991 | 2002 | 2011 |
| ---- | ---- | ----- | ---- | ---- | ---- | ---- | ---- |
| 880  | 981  | 1 408 | 969  | 875  | 801  | 690  | 574  |

|  |